# Crotalaria elisabethae
Crotalaria elisabethae är en ärtväxtart som beskrevs av Baker f.. Crotalaria elisabethae ingår i släktet sunnhampor, och familjen ärtväxter. Inga underarter finns listade i Catalogue of Life.